# Соглашение Хэ — Умэдзу
Соглашение Хэ — Умэдзу (кит. 何梅协定; яп. 梅津・何応欽協定 Umezu-Ka Okin Kyōtei) — тайный договор между Японской империей и Китайской республикой, заключённый 10 июня 1935 года, незадолго до начала Второй японо-китайской войны.

## История
Вслед за захватом Маньчжурии и Жэхэ было подписано перемирие Тангу. Но Япония продолжила нагнетать обстановку в северном Китае руками мятежных китайских генералов. После того как пост министра иностранных дел Японии занял Хирота Коки, отношения между странами стали налаживаться и 22 января 1935 года Япония объявила об отказе от агрессии в Китае. В ответ Ван Цзинвэй объявил о прекращении бойкота японских товаров, страны договорились о возобновлении работы посольств. Однако улучшение отношений не входило в планы командования Квантунской армии.
29 мая 1935 года Такаси Сакаи, начальник штаба базирующейся в Тяньцзине японской Гарнизонной армии в Китае, под предлогом убийства прояпонского главы местной службы новостей, подал официальный протест гоминьдановскому генералу Хэ Инциню, главе Пекинского национального военного совета. Требования протеста включали:
1) Увольнение с поста губернатора Хэбэя генерала Юй Сюэчжуна.
2) Прекращение Гоминьданом всех политических выступлений в Хэбэе, в том числе в Пекине и Тяньцзине.
30 мая японские танки прошли парадом перед зданием китайского правительства, а 4 июня Сакаи повторил требования и пригрозил решительными действиями, если они не будут выполнены. На следующий день он добавил новые пункты:
3) В отставку должны были быть отправлены: мэр Тяньцзиня Чжан Тинпо; шеф полиции Ли Чжуньсян; командир 3-го полицейского полка Цзян Сяосянь; начальник Учебного политического департамента Цзэн Гуанцзин.
4) Гоминьдановские войска должны были покинуть Хэбэй.
5) Расформирование на территории всего Китая антияпонских организаций, в первую очередь «синерубашечников».
6) Убийцы главы службы новостей должны быть пойманы и осуждены, а родственникам погибшего должна быть выплачена материальная компенсация.
7 июня подразделения Квантунской армии начали переходить Великую Китайскую стену, крайним сроком ультиматума было названо 12 июня.
Сконцентрировавший все войска на войне с коммунистами, Чан Кайши не мог противостоять армии Японии и согласился на все требования. Соглашение было подписано 10 июня Хэ Инцинем и начальником штаба Квантунской армии, генералом Ёсидзиро Умэдзу.
По условиям соглашения Япония получила фактический контроль над Хэбэем под эгидой «Автономной зоны Северного Китая». Хотя договор был тайным, его детали скоро просочились в китайскую прессу, что привело к негодованию общественности и усилению антияпонских настроений в стране. Перемирие продолжалось до 7 июля 1937 года, когда началась Вторая японо-китайская война.